# Yezoceryx monticola
Yezoceryx monticola là một loài tò vò trong họ Ichneumonidae.